# Nia Dinata
Nia Dinata, właśc. Nurkurniati Aisyah Dewi (ur. 4 marca 1970 w Dżakarcie) – indonezyjska reżyserka, scenarzystka i producentka filmowa. Jedna z czołowych postaci współczesnej kinematografii indonezyjskiej.
W swoim filmach przedstawia postępowe spojrzenia na osoby ze społeczności LGBT.
Wśród jej najpopularniejszych filmów można wymienić Arisan! (2003), Berbagi Suami (2006) oraz Ini Kisah Tiga Dara (2016).